# Équipe du Monténégro de rugby à XV
L'équipe du Monténégro de rugby à XV rassemble les meilleurs joueurs de rugby à XV du Monténégro.
Elle participe annuellement au championnat d'Europe de rugby à XV.

## Identité visuelle

Évolution du logo de l'équipe nationale
Logo abandonné en 2022.
Logo depuis 2022.

## Personnalités

### Joueurs emblématiques
- Mirko Garčević

### Sélectionneurs
- 2017-? :  Éric Mercadier

## Bilan
| Année | Division         | Place            |
| ----- | ---------------- | ---------------- |
| 2015  | Division 3       | 2e               |
| 2016  | Division 3       | 3e               |
| 2017  | Développement    | 2e               |
| 2018  | Développement    | 3e               |
| 2019  | Ne participe pas | Ne participe pas |
| 2020  | Développement    | Annulé           |